# Renée d'Anjou-Mézières
Pour les autres membres de la famille, voir Famille d'Anjou-Mézières.
Titre
Duchesse de Montpensier
Marquise de Mézières
Renée d'Anjou-Mézières, dite aimée d'Anjou, née le 21 octobre 1550 à Mézières-en-Brenne, est la fille de Nicolas d'Anjou-Mézières, marquis de Mézières, comte de Saint-Fargeau, seigneur de Mareuil, de Villebois, de Thin, de Tucé, de Seneché et de Saint-Maurice-sur-Laveron, et de Gabrielle de Mareuil. Son frère aîné, Nicolas II d'Anjou, dont François Habert célèbre la naissance dans deux poèmes parus en 1549, semble être mort fort jeune, si bien que Renée d'Anjou est souvent présentée comme fille unique.
Épouse de François de Bourbon, duc de Montpensier, mère d'Henri de Bourbon, duc de Montpensier, elle inspire Madame de La Fayette pour sa Princesse de Montpensier.

## Biographie
Renée d'Anjou-Mézières est la fille et héritière de Nicolas d'Anjou-Mézières et de Gabrielle de Villebois-Mareuil. Son père est le dernier descendant des ducs d'Anjou, par le bâtard de Charles IV du Maine, Louis d'Anjou-Mézières. Elle naît le 21 octobre 1550. Faute de fils, ses parents lui laissent l'ensemble de leurs terres : le marquisat de Mézières, le comté de Saint-Fargeau et les seigneuries de Mareuil et Villebois. 

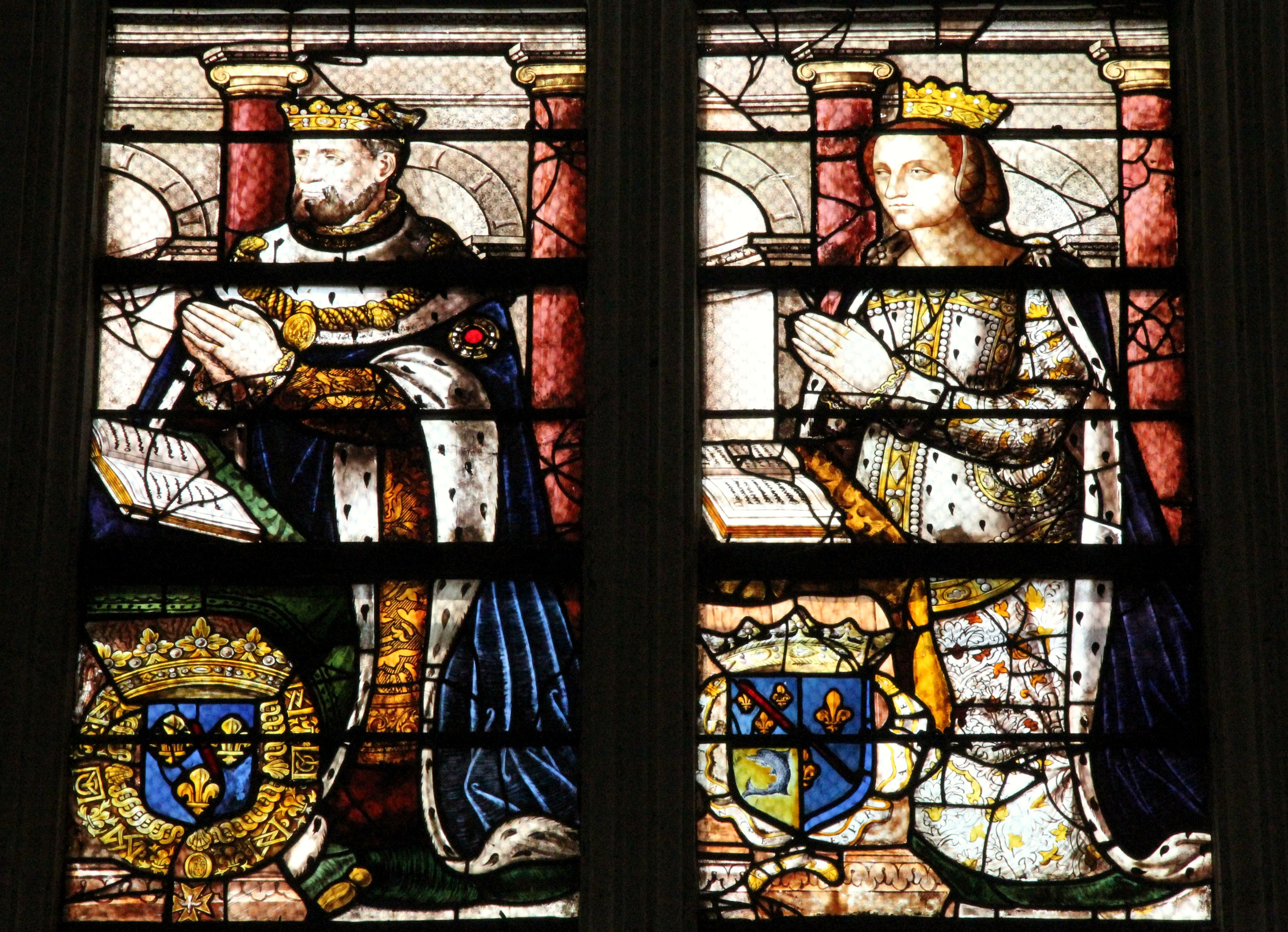
Représentation de François de Bourbon et de son épouse, Renée d'Anjou, sur un vitrail de leur sainte-chapelle.

Elle épouse en 1566 François de Bourbon, duc de Montpensier, prince-dauphin d'Auvergne et futur duc de Montpensier. Ils ont un fils unique, Henri de Bourbon, né en 1573.  
Elle a vécu au château de Champigny-sur-Veude qui appartenait à la famille de son mari. On peut encore y visiter une Sainte Chapelle, dans laquelle un vitrail la représente auprès de son mari. Une statue y représente leur fils Henri, agenouillé et les mains jointes ; ce personnage ressemble fortement au roi Henri IV, par les traits du visage et le vêtement. 
En 1576, sa terre de Saint-Fargeau est érigée en duché-pairie, au profit du couple. En 1582, son mari hérite du duché de Montpensier et devient un des principaux princes du sang. 
On donne parfois pour date de sa mort l'année 1597 mais il semble qu'elle soit morte « dans la fleur de l'âge », avant 1586.

## Littérature
Renée d'Anjou a très largement inspiré l'héroïne de La Princesse de Montpensier, nouvelle de Madame de Lafayette publiée en 1662. Le nom de cette œuvre renvoie à sa situation de princesse-dauphine d'Auvergne et future duchesse de Montpensier, qui est la sienne pendant l'essentiel de l'action, de 1566 à 1572. Cependant le personnage en partie fictif de la nouvelle, dont le prénom n'est jamais mentionné, se différencie de Renée d'Anjou par exemple par les circonstances de sa mort, peu après la Saint-Barthélemy, en 1572.